# Vézelise
Vézelise là một xã trong vùng Grand Est, thuộc tỉnh Meurthe-et-Moselle, quận Nancy (quận), tổng Vézelise (tổng). Tọa độ địa lý của xã là 48° 29' vĩ độ bắc, 06° 05' kinh độ đông. Vézelise nằm trên độ cao trung bình là 260 mét trên mực nước biển, có điểm thấp nhất là 245 mét và điểm cao nhất là 313 mét. Xã có diện tích 5,35 km², dân số vào thời điểm 1999 là 1336 người; mật độ dân số là 249 người/km². Vézelise nằm khoảng 20 km về phía nam của Nancy.

## Thông tin nhân khẩu
| 1962  | 1968  | 1975  | 1982  | 1990  | 1999  |
| ----- | ----- | ----- | ----- | ----- | ----- |
| 1.233 | 1.237 | 1.105 | 1.513 | 1.391 | 1.336 |